# K. k.
Expresia cezaro-crăiesc sau chezaro-crăiesc (în germană kaiserlich-königlich, de unde și prescurtarea k. k. sau k.k.) a fost folosită în Imperiul Austriac, până la Compromisul austro-ungar din 1867, pentru autoritățile și instituțiile statale ale întregului imperiu. Apoi, în Dubla Monarhie austro-ungară, termenul cezaro-crăiesc și prescurtarea k. k. s-au referit doar la jumătatea vestică a Monarhiei Dunărene (jumătate numită inoficial Cisleithania), care din 1867 făcea parte din uniunea reală a două state autonome. 
Primul k. (de la kaiserlich) se referă la titlul Kaiser von Österreich ("Împărat al Austriei"), iar al doilea k. (de la königlich) se referea până în 1867 la titlul de rege pe care monarhul habsburgic îl purta ca suveran al mai multor regate din imperiu (Regatul Croației, Regatul Slavoniei, Regatul Ungariei, Regatul Boemiei etc.), iar începând cu 1867 s-a referit strict la titlul König von Böhmen ("Rege al Boemiei"), pe care împăratul îl purta în cadrul unei uniuni personale. 
În spațiul de limbă germană, există în zilele noastre tendința de a înlocui în vorbire prescurtarea k. k. prin mai ușor de pronunțata prescurtare k. u. k. (pronunțat „k und k“); în spațiul de limbă română, există tendința de a folosi termenul cezaro-crăiesc și în contexte care se referă la caracterul imperial și regal al Dublei Monarhii. Aceste tendințe sunt însă eronate deoarece, din punct de vedere istoric și legal, diferențele dintre k. k. și k. u. k. sunt clare: k. k. / cezaro-crăiesc a desemnat autoritățile din Imperiul austriac (1804-1867), iar în Austro-Ungaria (1867-1918) a fost folosit doar pentru Cisleithania; k. u. k. / imperial și regal a fost folosit doar în perioada 1867-1918 și doar pentru a desemna autoritățile și instituțiile statale comune ale Austro-Ungariei. În cazul prescurtării k. u. k., al doilea k (de la königlich) corespunde titlului de Rege al Ungariei (König von Ungarn) purtat de suveranul Habsburg.
Unele ministere din Cisleithania foloseau adesea și prescurtarea h. k. k. de la „hohes... kaiserlich-königliches” („înaltul... cezaro-crăiesc”), de exemplu în h. k. k. Ministerium für Kultus und Unterricht („Înaltul Minister cezaro-crăiesc pentru cultură și educație”), h. k. k. Statthalterei für Tirol und Vorarlberg („Înalta Prefectură cezaro-crăiască pentru Tirol și Vorarlberg”), h. k. k. Ministerium für Handel und Volkswirthschaft („Înaltul Minister cezaro-crăiesc pentru comerț și economie”) etc.

## Expresia în diversele limbi ale monarhiei
| germană | cehă               | maghiară         | poloneză           | italiană       | slovenă           | croată            | română          |
| ------- | ------------------ | ---------------- | ------------------ | -------------- | ----------------- | ----------------- | --------------- |
| k. k.   | c.k.               | cs. kir.         | C. K.              | I.R.           | c. k.             | c.k.              | c. c.           |
| k. k.   | císařsko-královský | császári-királyi | cesarsko-królewski | Imperial Regio | cesarsko-kraljevi | carsko-kraljevski | chezaro-crăiesc |